# Готфрід Страсбурзький
Го́тфрід Стра́сбурзький (нім. Gottfried von Straßburg; 1165 (1180), Страсбург, герцогство Лотарингія, Священна Римська імперія — близько 1215) — один із найвидатніших поетів німецького середньовіччя. Сучасник Гартмана фон Ауе, Вольфрама фон Ешенбаха та Вальтера фон дер Фоґельвейде.
Готфрід є автором найпоетичнішої та ошляхетненої верхньосередньонімецької обробки сюжету про Трістана та Ізольду (1210 рік), яку він здійснив на основі однойменної поеми англо-норманського трувера Томаса Британського (1160—1170 роки). Також був мінезингером, кілька пісень збереглося у Манесському кодексі (Великому Гайдельберзькому пісеннику).
Опера Ріхарда Вагнера — «Трістан та Ізольда» (1859 рік) базується на Готфрідовому варіанті історії.

## Життєпис
Про життя Готфріда Страсбурзького відомо дуже мало. Точні дати його народження і смерті не встановлені. Ймовірно, що поет був родом із Ельзасу. На користь припущення про тісний зв'язок Готфріда зі Страсбургом свідчать ельзаські й алеманські діалектизми в ранніх творах поета.
Він був одним із найосвіченішим поетів німецького середньовіччя. Про високий освітній рівень Готфріда Страсбурзького свідчить те, що пізніші поети називали його не гером (нім. Herr, тобто паном — узвичаєним титулом для тодішнього лицаря), а майстром (нім. Meister = лат. magister artium, магістр мистецтв). Готфрід чудово знав латину та французьку мову, а також був ознайомлений з античною літературною традицією, зокрема з творчістю Овідія та Вергілія. Окрім тривіуму (граматика, риторика, діалектика), Готфрід знався й на теології, філософії, юриспруденції та мисливському мистецтві. На підставі цього можна припустити, що Готфрід був скоріше кліриком (лат. Clericus), ніж лицарем (нім. Ritter).
Готфрід перебрав на себе роль літературного критика. В одному з пасажів «Трістана», який називають літературним оглядом (нім. Dichterschau), він характеризує творчість сучасних літераторів. Зокрема, він високо цінує творчість Гартмана фон Ауе, хвалить чисті й прозорі «кришталеві слова» автора й висміює незрозумілий стиль Вольфрама фон Ешенбаха, стверджує, що неясності у творах цього автора мав би витлумачити коментатор.
Пролог до «Трістана» є акростихом. Перші букви строф складаються у вираз GDIETERICHTI. Вважається, що Дітеріх (Dieterich) був покровителем Готфріда, G — це скорочення до імені поета або ж імовірного Дітеріхового графського титулу (нім. Graf — «граф»), а TI означає Трістан та Ізольда.

## Трістан

### Загальні відомості

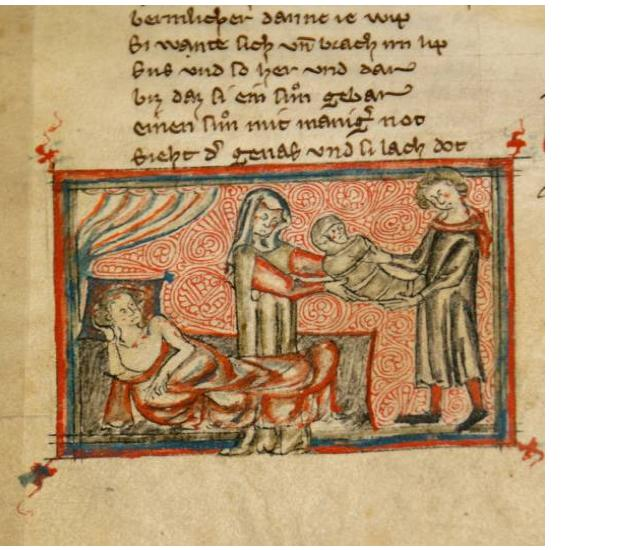
Фрагмент манускрипту «Трістана» 1323 року, зберігається в історичному архіві в Кельні.

Куртуазний епос «Трістан» (нім. Tristân) датується 1210 роком на підставі того, що в поемі згадано вже тоді покійних поетів Генріха фон Фельдеке та Рейнмара фон Гаґенау, а також живих тодішніх поетів Гартмана фон Ауе, Вальтера фон дер Фоґельвейде та Бліґґера фон Штейнаха.
Це незавершений лицарський роман, що складається з 19 548 римованих строф. У ньому Готфрід не відтворює суворої простоти та поезії давнього кохання, а значно ошляхетнює його, змальовуючи пишний побут лицарської епохи. Автор тяжіє до зображення радше придворного життя лицарів, ніж мандрівного, сповненого пошуками пригод.
За основу свого «Трістана» Готфрід Страсбурзький взяв версію історії Томаса Британського. Пауль Шах дуже чітко визначив різницю між цими поетами:
|  | Якщо можна сказати, що Томас очистив та раціоналізував часто грубу та нестримно пристрасну історію про Трістана та Ізольду, то Готфріду Страсбурзькому варто віддати належне за те, що він одухотворив її та своєю формальною артистичністю перетворив її на величну поему виняткової красиОригінальний текст (англ.) If Thomas can be said to have refined and rationalized the ofttimes uncouth and fiercely passionate Tristan story, Gottfried von Strassburg must be credited with having spiritualized it and, through his formal artistry, with having marvelously transmuted it into a magnificent poem of surpassing beauty. |

### Сюжет
Король Лайонесу Рівален гине на війні. Невдовзі його вдова Бланшефлер народжує сина і помирає, не зумівши пережити втрату коханого чоловіка. Щоб уникнути нападу короля Моргана, при дворі розпускають чутку про те, що дитина народилася мертвою, й таємно віддають її на виховання до маршала Руаля лі Фуатенана, вірного королівського васала, жінка якого видає новонародженого за своє дитя. Звати хлопчика Трістаном (фр. triste — сум). Названі батьки дають йому чудове лицарське виховання, в чотирнадцятирічному віці він уже знає кілька мов, вміє грати на лютні й знається на мисливському мистецтві.
Коли Ізольда і Трістан

Любовний випили дурман,

Враз неба й моря береги

В імлі хитнулись навкруги.

Любов — ловчиха всіх сердець — 

В серця проникла, як норець,

І навіть скорені самі

Тоді незчулися в пітьмі,

Коли розвіяли вітри
 
Її звитяжні прапори.

Так споріднилися, злились

Ті, що були чужі колись.

Минувся їхній довгий спір,

Поняв Ізольду владний мир

І зникла, як омана,

Відраза до Трістана.

«Трістан» 
Згодом юнака викрадають норвезькі купці. Після того, як їхнє судно зазнало кораблетрощі, він потрапляє до Корнуолу, де править король Марк. Показавши все своє вміння, Трістан швидко стає улюбленцем короля. Руаль лі Фуатенан, вірний васал Трістана, упродовж трьох років наполегливо шукає свого пана й натрапляє на його слід. Трістан впізнає Руаля, хоча той одягнений як жебрак. Руаль розповідає королю історію свого пана, і так стає відомо, що Трістан є сином сестри короля Марка. Бажаючи помститися вбивці свого батька, королю Моргану, Трістан заручається підтримкою свого дядька, вирушає воювати з Морганом і перемагає.
Повернувшись до двору короля Марка, Трістан зустрічається з новим ворогом — велетнем Морольдом, який напав на королівство його дядька. Під час герцю Морольд зранює Трістана та вигукує: «Мій меч отруйний, і вилікувати твою рану може тільки моя сестра Ізольда, королева Ірландії». Але Трістан, зібравши всі свої сили в кулак, таки перемагає цього ворога й звільняє королівство від данини, накладеної ірландцями. Перед мертвим братовим тілом Ізольда та її чоловік Гурмун клянуться, що на кожного, хто приїде з Трістанових країв до Ірландії, чекатиме кара на горло.
Рана Трістана дає про себе знати, і він вирішує шукати рятунку в Ізольди. Переодягнувшись менестрелем та прибувши до Ірландії, Трістан зачаровує Ізольду грою на лютні. Королева зціляє його, а королівна, що також зветься Ізольдою, закохується в нього.
Трістан повертається до двору Марка, де серед придворних точаться суперечки щодо того, хто успадкує трон бездітного короля. Небіж радить дядькові одружитися з красунею Ізольдою. Марк погоджується й посилає Трістана сватати принцесу. Прибувши в Ірландію, він дізнається, що король Гурмун пообіцяв віддати Ізольду тільки тому, хто вб'є дракона, який плюндрує ірландські землі. Трістан вбиває чудовисько, але, втомившись від битви, непритомніє й зав'язає в болоті. Цю битву спостерігає один із лицарів, що побоявся піти на дракона. Побачивши мертвого змія, він розрубує його на шматки та повертається до двору короля, де видає Трістанів подвиг за свій. Ізольда не вірить йому і сама йде на місце герцю, де й знаходить зомлілого Трістана. При дворі дізнаються його справжнє ім'я, а також те, що він є вбивцею Морольда, дядька принцеси. За перемогу над драконом король та королева пробачають Трістану вбивство брата та погоджуються віддати руку Ізольди Білорукої королю Марку.
Трістан із тріумфом забирає принцесу, але на кораблі вони випадково випивають любовний трунок, який приготувала матір Ізольди для майбутніх молодят, та закохуються один в одного. Далі у ряді епізодів описано боротьбу почуття обов'язку з пристрастю, що бушує в молодих серцях. Висадившись на берег, вони не можуть стримати своїх почуттів навіть при дворі короля, за що Марк й виганяє їх за межі своїх володінь. Коханці поселяються в пустелі, де щасливо живуть кілька років. Одного разу під час полювання Марк випадково натрапляє на їхню обитель, пробачає їм і забирає їх до свого двору. Там, запідозрені в гріховній поведінці, вони вирішують розлучитися. Трістан вирушає в мандри, але ніяк не знаходить спокою. Поема уривається описами його пригод.

## Мова
Готфрід Страсбурзький, як і його сучасники — Гартман фон Ауе та Вольфрам фон Ешенбах, писав середньоверхньонімецькою мовою. У творах цих трьох поетів є значна кількість запозиченої французької лексики. Готфрід запозичував переважно фахові терміни в галузях музики, поезії та мисливства (звичних придворних занять). Це, зокрема, такі французькі слова: pasturele — «пастораль», fabele — «фабула», schansôn — «пісня», melodie — «мелодія», koppeln — «об'єднувати», furkîe — «роздвоєння» та інші.
У Готфрідовій поемі «Трістан» є багато слів, які завдяки йому увійшли у вжиток, як-от: hastlist — «швидкий розум», betewîp — «жінка, що молиться», buochlein — «книжечка», bûgeræte — «будівельний інструмент», erbeminne — «власна любов», hûbensmit — «гостроверхий шолом». Певна частина лексики має біблійний відтінок: lastermære — «відома погана звичка», lebesite — «життєвий звичай», herzegalle — «приховане в серці зло», herzequale — «сердечна му́ка».

## Сприйняття

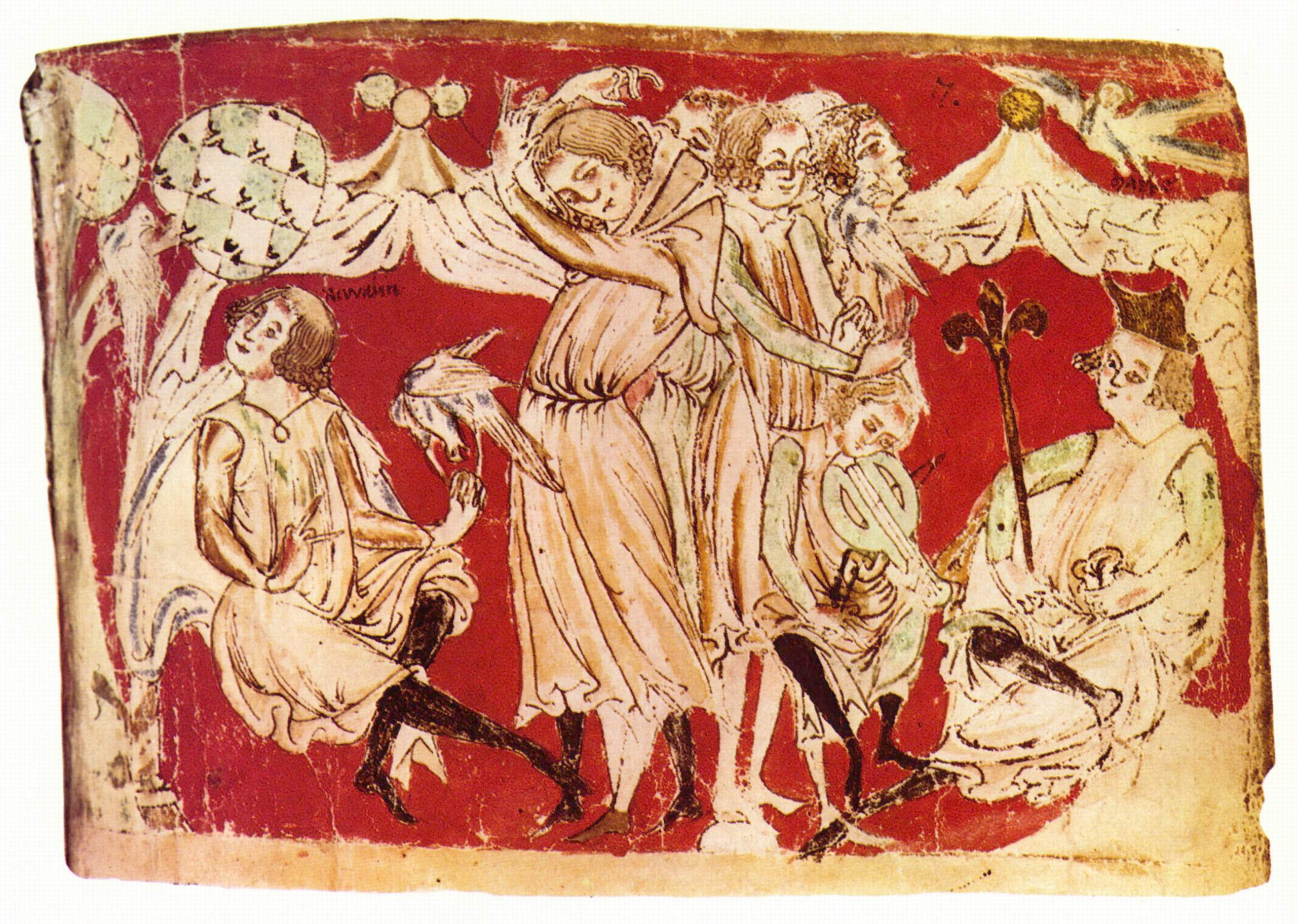
Фраґмент манускрипту поеми «Трістан», 1240 рік.

### Музика
Ріхард Вагнер створив свою оперу «Трістан та Ізольда» на основі Готфрідового «Трістана». Однак композитор взяв з поеми лише драматичне ядро, зосередивши свою увагу на трьох великих сценах (любовний напій, викриття коханців, смерть) і вилучивши епізоди про дитинство Трістана, його перебування при дворі свого дядька, короля Марка, та розповідь про Ізольду Білоруку.

### Переклади
Серед перекладів німецькою мовою: видання Гаґена (1819), Ґольтера (1888), Бештайна (1890); чудовий переклад сучасною німецькою з коментарями Вільгельма Герца (1877).
Уривок «Трістана», використавши переклад Вільгельма Герца, українською переклав Олекса Веретенченко.
Деякі фрагменти російською мовою переклали Костянтин Богатирьов  і Дмитро Минаєв.

## Ушанування пам'яті
- На фасаді Національної університетської бібліотеки в Страсбурзі, збудованої наприкінці XIX століття, поміщено медальйон із зображенням Готфріда Страсбурзького[22].
- Іменем Готфріда Страсбурзького названо вулиці у Страсбурзі та Вольфрамсі-Ешенбаху.